# لون استار (تگزاس)
لون استار، تگزاس(به انگلیسی: Lone Star, Texas) شهری در ایالت تگزاس از ایالات جنوبی ایالات متحده آمریکا است. در سرشماری سال ۲۰۰۰، جمعیت این شهر ۱۶۳۱ نفر اعلام شد.